# Aeroporto Internazionale di Las Vegas-Harry Reid

Mappa delle piste

L'Aeroporto Internazionale di Las Vegas Harry Reid (IATA: LAS, ICAO: KLAS) è il principale aeroporto che serve l'area metropolitana di Las Vegas, nel Nevada. Si trova a Paradise, a circa 8 chilometri a sud dal centro di Las Vegas. L'aeroporto è di proprietà della Contea di Clark e viene gestito dal dipartimento di aviazione della stessa. L'aeroporto ha una superficie di 11,33 chilometri quadrati. Fino al 14 dicembre 2021 era chiamato McCarran International Airport.
L'aeroporto venne costruito nel 1942 e aperto ai voli di linea nel 1948. Nel corso del tempo ha subito una significante espansione anche con l'introduzione di varie tecnologie innovative. L'aeroporto è dotato di 4 piste e di 2 terminal passeggeri: il Terminal 1 e il Terminal 3. Nel primo si trovano i gate A, B, C e D mentre nel secondo i gate E. A est dei Terminal passeggeri si trova il Marnell Air Cargo Center mentre a ovest ci le strutture per le compagnie che operano con elicotteri.
Nel 2015 vi sono transitati più di 45 300 000 di passeggeri, con un incremento del 5.8% rispetto all'anno precedente ma ancora al di sotto dei livelli per periodo antecedente la grande recessione. È il ventiseiesimo aeroporto per passeggeri al mondo e ottavo al mondo per il traffico aereo. Dall'aeroporto sono offerti servizi diretti verso il Nord America, l'Europa e l'Asia. È una focus city per Allegiant Air mentre per Frontier Airlines, Southwest Airlines e per Spirit Airlines è anche una base per la manutenzione e per gli equipaggi.

## Storia

### Le origini (1920-1948)
Prima dell'Aeroporto di Harry Reid, l'aeroporto a servire la città di Las Vegas era l'Anderson Field, aperto nel novembre del 1920. Acquistato dai fratelli Rockwell nel 1925 l'aerodromo prese il nome di Rockwell Field e nell'aprile del 1926 la Western Air Express (WAE) vi iniziò i primi voli di linea. Quando i fratelli Rockwell vendettero l'aeroporto il nuovo proprietario non concesse più alla compagnia di operare sul suo territorio. Fu così che nel novembre del 1929 la compagnia aerea si ricollocò ad un aeroporto che era stato realizzato a nord-est della città, ora base militare della United States Air Force conosciuta come Nellis Air Force Base.
Nonostante l'aumento del traffico verso Las Vegas la Western Air ridusse i servizi verso la città a cause dalla Grande depressione. Non appena la situazione economica della compagnia migliorò essa acquistò l'aeroporto stabilendovi un monopolio sui voli. Quando la città tentò di acquistare l'aeroporto, con il proposito di costruire un terminal più moderno, la WAE rifiutò. Con l'avvento della seconda guerra mondiale, però, la società venne sollecitata a vendere l'aeroporto. L'allora senatore del Nevada, Pat McCarran, aiutò a fornire i fondi per acquistare l'aeroporto e per la costruzione del nuovo terminal. Nel 1941 per il contributo del senatore l'aeroporto prese il nome di McCarran.
Un terzo aeroporto, l'Alamo Field, venne costruito nel 1942 dall'aviatore George Crocket a sud della città di Las Vegas, nella corrente posizione dell'attuale aeroporto Harry Reid. Dato che l'esercito desiderava aprire una base militare all'aeroporto di Harry Reid, la contea di Clark acquistò l'Alamo Field all'aviatore per riuscire a ricollocare i voli di linea. Nel 19 dicembre del 1948 l'Alamo Field prese il nome di McCarran Airport. Con l'apertura del nuovo aeroporto la WAE perse il monopolio sui voli, consentendo anche alle altre compagnie aeree di operarvi. Nel frattempo l'esercitò occupò l'allora aeroporto di McCarran e lo rinominò Nellis Air Force Base nel 1950

### L'espansione (1949-1996)
Nel primo anno in cui operò l'aeroporto vide transitare più di 35 000 passeggeri. Con l'aumento dell'industria dei casinò a Las Vegas e con il successo che vedevano le compagnie aeree negli anni cinquanta, il traffico verso l'aeroporto aumentò significativamente con il transito di 959 603 passeggeri nel 1959. Per fronteggiare l'aumento del traffico gli ufficiali dell'aeroporto iniziarono a pensare alla costruzione di un nuovo terminal. Mentre il terminal originale si trovava sul Las Vegas Boulevard, l'autostrada che passa per i famosi casinò di Las Vegas, il nuovo terminal venne realizzato su Paradise Road. Con un design che ricorda il TWA Flight Center di New York, il terminal aprì nel 15 marzo 1963.
L'aeroporto venne ufficialmente rinominato McCarran International Airport nel settembre del 1968. Un'ulteriore sviluppo ci fu tra gli anni 1970 e 1974 con la costruzione dei gate A e B. Successivamente alla deregolazione nell'industria aeronautica nel 1978, il numero delle compagnie che transitavano verso l'aeroporto si duplicò, passando da 7 a 14 in soli due anni. In risposta a questo aumento la contea lanciò un piano espansionistico denominato McCarran 2000, con dettagliati progetti da intraprendere per l'anno 2000. Nel 1985 furono inaugurati i servizi di ritiro bagagli più estesi, una spianata ed un parcheggio. Seguirono nel 1987 i gate C e il primo sistema di APM.
Un'ulteriore espansione prese piede durante gli anni novanta. Il terminal Charter/Internazionale, successivamente rinominato Terminal 2, venne aperto nel dicembre del 1991 per gestire l'incremento del traffico internazionale verso Las Vegas. Un ulteriore parcheggio a nove piani e un sistema stradale ad hoc vennero realizzati. Nel giugno del 1998 vennero inaugurate le ali sud ovest e sud est dei gate D. Il 14 dicembre 2021 l'aeroporto di Las Vegas-McCarran è stato rinominato Harry Reid International Airport, in onore dell'ex senatore per lo stato del Nevada Harry Reid.

## Strategia
Con più di 44 milioni di passeggeri che vi transitano all'anno, l'aeroporto Harry Reid è il 22º aeroporto più trafficato del mondo. La compagnia che più opera in questo scalo è la statunitense Southwest Airlines.
Questo grafico non è disponibile a causa di un problema tecnico.
Si prega di non rimuoverlo.
Vedi la query Wikidata di origine.